# Felipe Arizmendi Esquivel

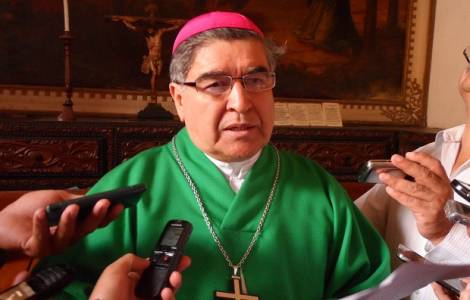
Bischof Felipe Arizmendi Esquivel (2016)

Bischof Felipe Arizmendi Esquivel bei einer Prozession

Kardinalswappen (seit 2020)

Felipe Kardinal Arizmendi Esquivel (* 1. Mai 1940 in Chiltepec bei Coatepec Harinas) ist ein mexikanischer Geistlicher, emeritierter  Bischof von San Cristóbal de Las Casas und Kardinal der römisch-katholischen Kirche.

## Leben
Felipe Arizmendi Esquivel empfing am 25. August 1963 das Sakrament der Priesterweihe für das Bistum Toluca und wirkte dort zunächst als Pfarrer und Pfarrvikar. 1967 wurde er Mitglied der diözesanen liturgischen Kommission, was er bis 1979 blieb. Von 1969 bis 1981 war er Professor und Spiritual am Knabenseminar des Bistums Toluca, dessen Rektor er von 1981 bis 1991 war.
Am 7. Februar 1991 ernannte ihn Papst Johannes Paul II. zum Bischof von Tapachula. Der Apostolische Pro-Nuntius in Mexiko, Erzbischof Girolamo Prigione, spendete ihm am 7. März desselben Jahres die Bischofsweihe; Mitkonsekratoren waren Norberto Rivera Carrera, Bischof von Tehuacán, und Bartolomé Carrasco Briseño, Erzbischof von Antequera. Am 31. März 2000 bestellte ihn Johannes Paul II. zum Bischof von San Cristóbal de Las Casas. Die Amtseinführung erfolgte am 1. Mai desselben Jahres.
Am 3. November 2017 nahm Papst Franziskus das von Felipe Arizmendi Esquivel aus Altersgründen vorgebrachte Rücktrittsgesuch an. Im Konsistorium vom 28. November 2020 nahm ihn Papst Franziskus als Kardinalpriester mit der Titelkirche San Luigi Maria Grignion de Montfort in das Kardinalskollegium auf. Da er die Altersgrenze von 80 Jahren bereits überschritten hat, ist er nicht berechtigt, an einem Konklave teilzunehmen. Die Besitzergreifung seiner Titelkirche fand am 29. November desselben Jahres statt.